# Мария Леопольдина Австрийская (жена Фердинанда III)
Мари́я Леопольди́на Австри́йская (нем. Maria Leopoldine von Österreich-Tirol, чеш. Marie Leopoldina Tyrolská, венг. Mária Leopoldina Ausztriai; 28 ноября 1632, Инсбрук, графство Тироль — 19 августа 1649, Вена, эрцгерцогство Австрия) — принцесса из дома Габсбургов, урождённая принцесса Австрийская и Тирольская, дочь Леопольда V, эрцгерцога Австрии и графа Тироля. Вторая жена императора Фердинанда III; в замужестве — императрица Священной Римской империи, королева Германии, Венгрии и Чехии, эрцгерцогиня Австрийская.

## Биография

### Происхождение
Мария Леопольдина родилась 28 ноября 1632 года в Инсбруке. Она была младшей дочерью в семье Леопольда V, эрцгерцога Австрийского и графа Тирольского, и Клавдии Тосканской, принцессы из дома Медичи. По линии отца она приходилась внучкой Карлу II, эрцгерцогу Австрийскому, и Марии Анне, принцессе Баварской из дома Виттельсбахов. По линии матери была внучкой Фердинанда I, великого герцога Тосканского, и Кристины Лотарингской, принцессы из дома Шатенуа.
Её старшей сестрой была принцесса Изабелла Клара, в замужестве герцогиня Мантуи и Монферрато. Мария Леопольдина также приходилась единоутробной сестрой принцессе Виктории Урбинской, в замужестве великой герцогине Тосканской, рождённой её матерью в первом браке, и тётей Клавдии Фелиците, будущей императрице Священной Римской империи, второй жене её пасынка императора Леопольда I. С самого рождения она носила титулы эрцгерцогини Австрийской и принцессы Тирольской. За два месяца до рождения Марии Леопольдины, 17 сентября 1632 года, её отец скончался.

### Брак и ранняя смерть
В 1641 году кандидатура девятилетней принцессы рассматривалась на роль невесты двадцатичетырёхлетнего принца Карла Людвига, будущего курфюрста Пфальца. Переговоры о династическом браке, который должен был стать залогом мирных отношений между домами Габсбургов и Стюартов, вели: со стороны невесты — её двоюродный брат, и, как оказалось, будущий муж, император Фердинанд III, со стороны жениха — его дядя по линии матери, английский и шотландский король Карл I. Стороны не пришли к соглашению.
2 июля 1648 года в Линце прошли торжества по случаю свадьбы Марии Леопольдины, принцессы Австрийской и Тирольской, и Фердинанда III, императора Священной Римской империи, короля Германии, Венгрии и Чехии, который был почти на четверть века старше невесты. Для жениха это был второй брак. Его первая супруга Мария Анна, инфанта Испанская, скончалась за два года до этого. В браке с ней у Фердинанда III родились шестеро детей, из которых выжили дочь и два сына, будущие императоры Фердинанд IV и Леопольд I.

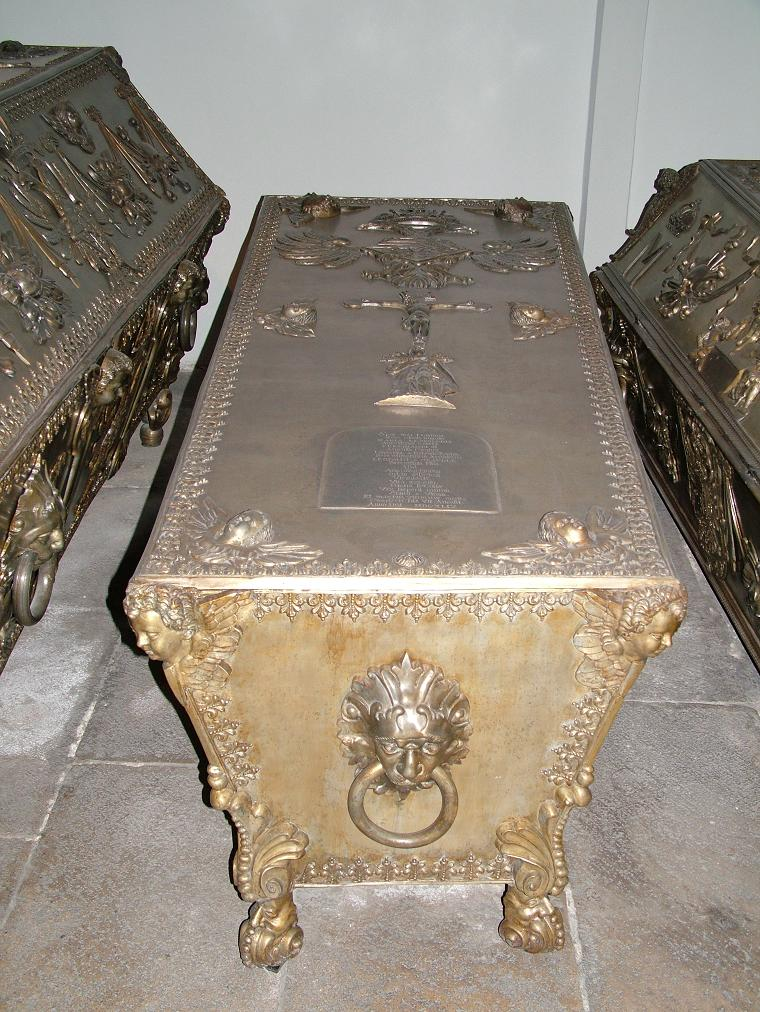
Гроб императрицы. Императорский склеп, Вена

В честь императорской свадьбы итальянский композитор Джованни Феличе Санчес сочинил оперу «Триумф любви» (итал. I Trifoni d’Amore), премьера которой должна была состояться в Праге, но была отложена из-за смерти короля Польши Владислава IV, мужа покойной сестры императора.
Вскоре после свадьбы императрица забеременела. Роды были тяжёлыми и спустя двенадцать дней Мария Леопольдина скончалась. Она родила сына Карла Йозефа (7.8.1649 — 27.1.1664), эрцгерцога Австрийского, принца Венгерского и Чешского, будущего князя-епископа Оломоуца, Пассау и Бреслау, великого магистра Тевтонского ордена, который, как и его мать, умер в очень юном возрасте. Императрицу похоронили в Императорском склепе при церкви капуцинов в Вене. На смерть Марии Леопольдины немецкий поэт Вольф Хельмхард фон Хохберг написал одно из своих ранних произведений — «Поэму слёз» (нем. Klag-Gedicht).
Овдовевший во второй раз, сорокадвухлетний император вступил в третий брак с двадцатилетней Элеонорой Мантуанской, принцессой из Неверской ветви дома Гонзага. В этом браке у него родились четыре ребёнка, из которых выжили только две дочери.